# Керемпе
42°01′00″ пн. ш. 33°21′00″ сх. д. / 42.01667° пн. ш. 33.35000° сх. д.
Керемпе (давнє Карамбіс) (грец. Καραμπής, тур. Kerempe Burun) — мис на півночі Анатолійського узбережжя на території провінції Кастамону Туреччини. Знаходиться на території, підпорядкованій селу Айдинджик.

## Короткий опис
Мис на півночі Туреччини, одна з найпівнічніших точок країни. Також мис Керемпе - це найвужче місце Чорного моря, що умовно розділяє його на західну та східну частини - відстань до мису Сарич, найпівденнішої точки Кримського півострова та України — лише 142 морські милі (263 кілометри).

## Маяк
З 1885 року на мисі Керемпе діє маяк Керемпе. Маяк було побудовано французами. Маяк знаходиться на мисі, відстань 250 метрів від берега, висоті 82 м над рівнем моря. 1934 року на маяку було встановлено звукову сирену. Спершу на маяку було газове освітлення, нині електричне. Світло від маяка вночі видно на 20-30 морських миль. Маяк подає 1 довгий спалах (на 2 секунди) кожні 20 секунд. Маяк Керемпе є важливим орієнтиром для суден, що прямують у Синоп чи з Синопа. Маяк - 8-метрова кругла цегляна вежа, прибудована до фронту 1-поверхового будинку. Весь маяк забарвлений білим кольором.

## Цікаві факти
- Співробітники маяку Керемпе ось вже понад 100 років є членами однієї родини. Обов'язки передаються від батька до сина. Тому у садку між маяком та автомобільним шляхом D010, що сполучає міста Синоп та Бартин, знаходяться могили вже померлих членів родини наглядачів маяка - рідкісний випадок для маяків.
- Маяку на мисі Керемпе присвячено турецьку поштову марку, випущену 2004 року.
- З 31 серпня по 4 вересня 2011 р. севастополець Олег Софяник переплив море від мису Сарич до мису Керемпе за 91 годину 21 хвилину.